# Bergen (Holanda del Nord)
Bergen és un municipi de la província d'Holanda del Nord, al centre-oest dels Països Baixos. L'1 de gener de 2009 tenia 31.155 habitants repartits per una superfície de 119,83 km² (dels quals 22,78 km² corresponen a aigua). Limita al nord amb Zijpe, Harenkarspel i Langedijk, a l'est amb Alkmaar i al sud amb Castricum i Heiloo.

## Centres de població
Bergen, Aagtdorp, Bergen aan Zee, Bregtdorp, Camperduin, Catrijp, Egmond aan den Hoef, Egmond aan Zee, Egmond-Binnen, Groet, Hargen, Rinnegom, Schoorl, Schoorldam (part), Wimmenum.

## Ajuntament
El consistori és format per 23 regidors:
- Gemeentebelangen BES - 5 regidors
- PvdA - 5 regidors
- CDA - 5 regidors
- VVD - 3 regidors
- GroenLinks - 2 regidors
- D66 - 1 regidor
- BOBbes - 1 regidor
- Fractie de Jong - 1 regidor